# Litewski Związek Społeczny
Litewski Związek Społeczny (lit. Lietuvių visuomenės sąjunga, LVS) – litewskie ugrupowanie polityczne działające na terenie Okręgu Kłajpedy o profilu socjaldemokratycznym.
Partia powstała w 1923 roku jako lewicowa przeciwwaga dla reprezentującego głównie interesy chłopów Zjednoczenia Drobnych Rolników. W wyborach startowała zazwyczaj w koalicji z Partią Robotników pod nazwą Lietuvių visuomenės sąjunga ir darbininkai. W głosowaniu z 30 sierpnia 1927 roku uzyskała 1,8 tys. głosów i 1 mandat w sejmiku kłajpedzkim, trzy lata później poprawiła wynik o 100 głosów, utrzymując swój mandat. W głosowaniu z 11 maja 1932 roku pokonała Zjednoczenie - na lewicę głosowało wówczas 7,0 tys. kłajpedzian - uzyskując 3 z 5 mandatów litewskich w sejmiku.
Do czołowych działaczy partii należeli Viktoras Gailius i Jonas Vanagaitis.